# Песчанка (река, впадает в Крюковское водохранилище)
Песчанка (Песчаная) — река в России, протекает по Северскому району Краснодарского края. Начинается около хутора Ведруссия. Устье — в Крюковском водохранилище, в районе села Львовского. Длина реки — 25 км (без реки Гнилой — 13 км). Площадь водосборного бассейна — 149,4 км².
Этимология названия реки проста — «небольшая речка, текущая в песках».
Образуется слиянием реки Гнилой и водотока небольшой балки, вытекающей из посёлка 8 Марта. Постоянный водоток река Гнилая получает на месте её слияния с временными водотоками из щелей Воловодова и Забугина. В среднем течении в реку Гнилую впадает водоток из урочища Новорождественского. В нижнем течении Песчанка протекает мимо Львовского леса. На реке находился гидрологический пост в хуторе Песчаном в ведении СК УГМС с 1928 по 1932 гг. Помимо уже указанных населённых пунктов, на балках-притоках реки находятся станица Северская и пгт Ильский.

## Данные водного реестра
По данным государственного водного реестра России, относится к Кубанскому бассейновому округу, водохозяйственный участок реки — Водные объекты бассейна Крюковского в-ща. Речной бассейн реки — Кубань.
Код объекта в государственном водном реестре — 06020001812108100005700.

## Топографические карты
- Лист карты K-37-5-Г.